# Temporada 1993-94 de los Indiana Pacers
La temporada 1993-94 fue la decimoctava de los Indiana Pacers en la NBA, tras la fusión de la liga con la ABA, donde había jugado nueve temporadas más. La temporada regular acabó con 47 victorias y 35 derrotas, ocupando el quinto puesto de la conferencia Este, clasificándose para los playoffs en los que cayeron en las finales de conferencia ante New York Knicks.

## Elecciones en elDraft
| Ronda | Puesto | Jugador         | Posición | Nacionalidad   | Universidad  |
| ----- | ------ | --------------- | -------- | -------------- | ------------ |
| 1     | 14     | Scott Haskin    | Pívot    | Estados Unidos | Oregon State |
| 2     | 39     | Thomas Hill     | Escolta  | Estados Unidos | Duke         |
| 2     | 51     | Spencer Dunkley | Pívot    | Inglaterra     | Delaware     |

## Temporada regular
| División Central      | División Central | División Central | División Central | División Central | División Central | División Central | División Central | División Central |
| Equipo                | G                | P                | %                | PD               | Casa             | Fuera            | Div              |                  |
| --------------------- | ---------------- | ---------------- | ---------------- | ---------------- | ---------------- | ---------------- | ---------------- | ---------------- |
| y-Atlanta Hawks       | 57               | 25               | .695             | –                | 36–5             | 21–20            | 21–7             |                  |
| x-Chicago Bulls       | 55               | 27               | .671             | 2                | 31–10            | 24–17            | 21–7             |                  |
| x-Indiana Pacers      | 47               | 35               | .573             | 10               | 29–12            | 18–23            | 15–13            |                  |
| x-Cleveland Cavaliers | 47               | 35               | .573             | 10               | 31–10            | 16–25            | 16–12            |                  |
| Charlotte Hornets     | 41               | 41               | .500             | 16               | 28–13            | 13–28            | 12–16            |                  |
| Detroit Pistons       | 20               | 62               | .244             | 37               | 10–31            | 10–31            | 4–24             |                  |
| Milwaukee Bucks       | 20               | 62               | .244             | 37               | 11–30            | 9–32             | 9–19             |                  |

## Playoffs

### Primera ronda
Orlando Magic  vs. Indiana Pacers
| Fecha       | Partido                               | Ciudad  |
| ----------- | ------------------------------------- | ------- |
| 28 de abril | Orlando Magic 88, Indiana Pacers 89   | Orlando |
| 30 de abril | Orlando Magic 101, Indiana Pacers 103 | Orlando |
| 2 de mayo   | Indiana Pacers 99, Orlando Magic 86   | Indiana |
|             | Indiana Pacers gana las series 3-0    |         |

### Semifinales de Conferencia
Atlanta Hawks vs. Indiana Pacers
| Fecha      | Partido                              | Ciudad  |
| ---------- | ------------------------------------ | ------- |
| 10 de mayo | Atlanta Hawks 85, Indiana Pacers 96  | Atlanta |
| 12 de mayo | Atlanta Hawks 92, Indiana Pacers 69  | Atlanta |
| 14 de mayo | Indiana Pacers 101, Atlanta Hawks 81 | Indiana |
| 15 de mayo | Indiana Pacers 102, Atlanta Hawks 86 | Indiana |
| 17 de mayo | Atlanta Hawks 88, Indiana Pacers 76  | Atlanta |
| 19 de mayo | Indiana Pacers 98, Atlanta Hawks 79  | Indiana |
|            | Indiana Pacers gana las series 4-2   |         |

### Finales de Conferencia
New York Knicks vs. Indiana Pacers
| Fecha      | Partido                                | Ciudad     |
| ---------- | -------------------------------------- | ---------- |
| 24 de mayo | New York Knicks 100, Indiana Pacers 89 | Nueva York |
| 26 de mayo | New York Knicks 89, Indiana Pacers 78  | Nueva York |
| 28 de mayo | Indiana Pacers 88, New York Knicks 68  | Indiana    |
| 30 de mayo | Indiana Pacers 83, New York Knicks 77  | Indiana    |
| 1 de junio | New York Knicks 86, Indiana Pacers 93  | Nueva York |
| 3 de junio | Indiana Pacers 91, New York Knicks 98  | Indiana    |
| 5 de junio | New York Knicks 94, Indiana Pacers 90  | Nueva York |
|            | New York Knicks gana las series 4-3    |            |

## Estadísticas

### Temporada regular
| Rk | Jugador          | Edad | P  | PT | MP   | TC  | TCI  | %TC  | T3  | T3I | %T3  | TL  | TLI | %TL  | RO  | RD  | RT   | AS  | RB  | TAP | BP  | FP  | PTS  |
| -- | ---------------- | ---- | -- | -- | ---- | --- | ---- | ---- | --- | --- | ---- | --- | --- | ---- | --- | --- | ---- | --- | --- | --- | --- | --- | ---- |
| 1  | Dale Davis       | 24   | 66 | 64 | 34.7 | 4.7 | 8.8  | .529 | 0.0 | 0.0 | .000 | 2.3 | 4.5 | .527 | 4.2 | 6.6 | 10.9 | 1.5 | 0.7 | 1.6 | 1.5 | 3.2 | 11.7 |
| 2  | Derrick McKey    | 27   | 76 | 76 | 34.4 | 4.7 | 9.3  | .500 | 0.1 | 0.4 | .290 | 2.5 | 3.3 | .756 | 1.7 | 3.6 | 5.3  | 4.3 | 1.5 | 0.6 | 3.0 | 3.3 | 12.0 |
| 3  | Reggie Miller    | 28   | 79 | 79 | 33.4 | 6.6 | 13.2 | .503 | 1.6 | 3.7 | .421 | 5.1 | 5.6 | .908 | 0.4 | 2.3 | 2.7  | 3.1 | 1.5 | 0.3 | 2.2 | 2.4 | 19.9 |
| 4  | Pooh Richardson  | 27   | 37 | 25 | 27.6 | 4.3 | 9.6  | .452 | 0.1 | 0.3 | .250 | 1.3 | 2.1 | .610 | 0.8 | 2.2 | 3.0  | 6.4 | 0.9 | 0.1 | 2.4 | 2.1 | 10.0 |
| 5  | Rik Smits        | 27   | 78 | 75 | 27.1 | 6.3 | 11.8 | .534 | 0.0 | 0.0 | .000 | 3.1 | 3.8 | .793 | 1.7 | 4.5 | 6.2  | 2.0 | 0.6 | 1.1 | 1.9 | 3.6 | 15.7 |
| 6  | Haywoode Workman | 28   | 65 | 52 | 26.4 | 3.0 | 7.1  | .424 | 0.3 | 0.9 | .321 | 1.4 | 1.8 | .802 | 0.5 | 2.6 | 3.1  | 6.2 | 1.3 | 0.1 | 2.3 | 2.3 | 7.7  |
| 7  | Antonio Davis    | 25   | 81 | 4  | 21.4 | 2.7 | 5.2  | .508 | 0.0 | 0.0 | .000 | 2.4 | 3.7 | .642 | 2.3 | 3.9 | 6.2  | 0.7 | 0.6 | 1.0 | 1.3 | 2.3 | 7.7  |
| 8  | Vern Fleming     | 31   | 55 | 5  | 19.1 | 2.7 | 5.8  | .462 | 0.0 | 0.1 | .000 | 1.2 | 1.6 | .736 | 0.5 | 1.7 | 2.2  | 3.1 | 0.7 | 0.1 | 1.6 | 1.8 | 6.5  |
| 9  | Byron Scott      | 32   | 67 | 2  | 17.9 | 3.8 | 8.2  | .467 | 0.4 | 1.1 | .365 | 2.3 | 2.9 | .805 | 0.3 | 1.4 | 1.6  | 2.0 | 0.9 | 0.1 | 1.5 | 1.2 | 10.4 |
| 10 | Lester Conner    | 34   | 11 | 0  | 15.4 | 1.3 | 3.5  | .368 | 0.0 | 0.3 | .000 | 0.3 | 0.5 | .500 | 0.9 | 1.3 | 2.2  | 2.8 | 1.3 | 0.1 | 0.8 | 1.1 | 2.8  |
| 11 | Sam Mitchell     | 30   | 75 | 18 | 14.5 | 1.9 | 4.1  | .458 | 0.0 | 0.1 | .000 | 1.1 | 1.5 | .745 | 0.9 | 1.6 | 2.5  | 0.9 | 0.4 | 0.1 | 0.7 | 2.0 | 4.8  |
| 12 | Malik Sealy      | 23   | 43 | 5  | 14.5 | 2.6 | 6.4  | .405 | 0.1 | 0.4 | .250 | 1.4 | 2.0 | .678 | 1.0 | 1.7 | 2.7  | 1.1 | 0.7 | 0.2 | 1.2 | 2.0 | 6.6  |
| 13 | Kenny Williams   | 24   | 68 | 1  | 14.4 | 2.8 | 5.8  | .488 | 0.0 | 0.1 | .000 | 0.7 | 0.9 | .703 | 1.4 | 1.6 | 3.0  | 0.8 | 0.4 | 0.7 | 0.7 | 1.5 | 6.3  |
| 14 | LaSalle Thompson | 32   | 30 | 1  | 9.4  | 0.9 | 2.6  | .351 | 0.0 | 0.0 |      | 0.5 | 1.0 | .533 | 0.9 | 1.6 | 2.5  | 0.5 | 0.3 | 0.3 | 0.8 | 2.0 | 2.3  |
| 15 | Gerald Paddio    | 28   | 7  | 1  | 7.9  | 1.3 | 3.3  | .391 | 0.0 | 0.0 |      | 0.1 | 0.3 | .500 | 0.0 | 0.7 | 0.7  | 0.6 | 0.1 | 0.0 | 0.6 | 0.3 | 2.7  |
| 16 | Scott Haskin     | 23   | 27 | 2  | 6.9  | 0.8 | 1.7  | .467 | 0.0 | 0.0 |      | 0.5 | 0.7 | .684 | 0.6 | 1.4 | 2.0  | 0.2 | 0.1 | 0.6 | 0.5 | 1.2 | 2.0  |

### Playoffs
| Rk | Jugador          | Edad | P  | PT | MP   | TC  | TCI  | %TC  | T3  | T3I | %T3   | TL  | TLI | %TL   | RO  | RD  | RT  | AS  | RB  | TAP | BP  | FP  | PTS  |
| -- | ---------------- | ---- | -- | -- | ---- | --- | ---- | ---- | --- | --- | ----- | --- | --- | ----- | --- | --- | --- | --- | --- | --- | --- | --- | ---- |
| 1  | Derrick McKey    | 27   | 16 | 16 | 36.7 | 3.6 | 8.9  | .408 | 0.5 | 1.5 | .333  | 1.9 | 2.9 | .660  | 2.0 | 4.1 | 6.1 | 4.2 | 1.6 | 0.6 | 2.5 | 3.7 | 9.7  |
| 2  | Dale Davis       | 24   | 16 | 16 | 36.1 | 3.5 | 6.6  | .528 | 0.0 | 0.1 | .000  | 0.7 | 2.3 | .306  | 3.9 | 6.0 | 9.9 | 0.7 | 1.1 | 1.1 | 1.9 | 3.3 | 7.7  |
| 3  | Reggie Miller    | 28   | 16 | 16 | 36.0 | 7.6 | 16.9 | .448 | 2.2 | 5.2 | .422  | 5.9 | 7.0 | .839  | 0.7 | 2.3 | 3.0 | 2.9 | 1.3 | 0.3 | 2.0 | 2.1 | 23.2 |
| 4  | Haywoode Workman | 28   | 16 | 15 | 31.9 | 2.8 | 8.2  | .344 | 0.4 | 1.3 | .286  | 2.0 | 2.4 | .842  | 0.7 | 2.5 | 3.2 | 7.0 | 1.8 | 0.1 | 2.4 | 2.5 | 8.0  |
| 5  | Rik Smits        | 27   | 16 | 16 | 28.1 | 6.4 | 13.6 | .472 | 0.0 | 0.0 |       | 3.1 | 3.9 | .806  | 1.4 | 3.8 | 5.3 | 1.9 | 0.6 | 0.6 | 2.7 | 4.0 | 16.0 |
| 6  | Antonio Davis    | 25   | 16 | 0  | 25.1 | 3.0 | 5.6  | .539 | 0.1 | 0.1 | 1.000 | 2.4 | 4.3 | .559  | 2.3 | 4.3 | 6.6 | 0.4 | 0.7 | 1.1 | 1.4 | 2.9 | 8.4  |
| 7  | Vern Fleming     | 31   | 16 | 1  | 15.4 | 2.4 | 4.8  | .513 | 0.0 | 0.3 | .000  | 1.1 | 1.3 | .850  | 0.8 | 0.6 | 1.3 | 2.4 | 0.6 | 0.1 | 1.4 | 1.7 | 5.9  |
| 8  | Byron Scott      | 32   | 16 | 0  | 14.9 | 2.4 | 6.0  | .396 | 0.6 | 1.2 | .474  | 2.5 | 3.2 | .784  | 0.6 | 1.4 | 2.1 | 1.3 | 0.8 | 0.1 | 1.6 | 1.4 | 7.8  |
| 9  | Kenny Williams   | 24   | 12 | 0  | 7.6  | 0.8 | 2.1  | .360 | 0.0 | 0.0 |       | 0.2 | 0.2 | 1.000 | 0.5 | 0.9 | 1.4 | 0.4 | 0.4 | 0.3 | 0.4 | 1.5 | 1.7  |
| 10 | Sam Mitchell     | 30   | 15 | 0  | 6.6  | 0.6 | 1.7  | .346 | 0.0 | 0.1 | .000  | 0.2 | 0.3 | .750  | 0.3 | 0.8 | 1.1 | 0.3 | 0.1 | 0.1 | 0.3 | 1.5 | 1.4  |
| 11 | LaSalle Thompson | 32   | 7  | 0  | 5.6  | 0.6 | 1.6  | .364 | 0.0 | 0.0 |       | 0.3 | 0.4 | .667  | 0.4 | 1.0 | 1.4 | 0.7 | 0.4 | 0.1 | 0.6 | 1.3 | 1.4  |
| 12 | Lester Conner    | 34   | 6  | 0  | 3.7  | 0.3 | 0.8  | .400 | 0.0 | 0.0 |       | 0.3 | 0.3 | 1.000 | 0.2 | 0.5 | 0.7 | 0.0 | 0.2 | 0.0 | 0.0 | 0.3 | 1.0  |